# Tabriz, Osku e Azarshahr (circoscrizione elettorale)
La Circoscrizione di Tabriz, Osku e Azarshahr è un collegio elettorale iraniano istituito per l'elezione dell'Assemblea consultiva islamica. 

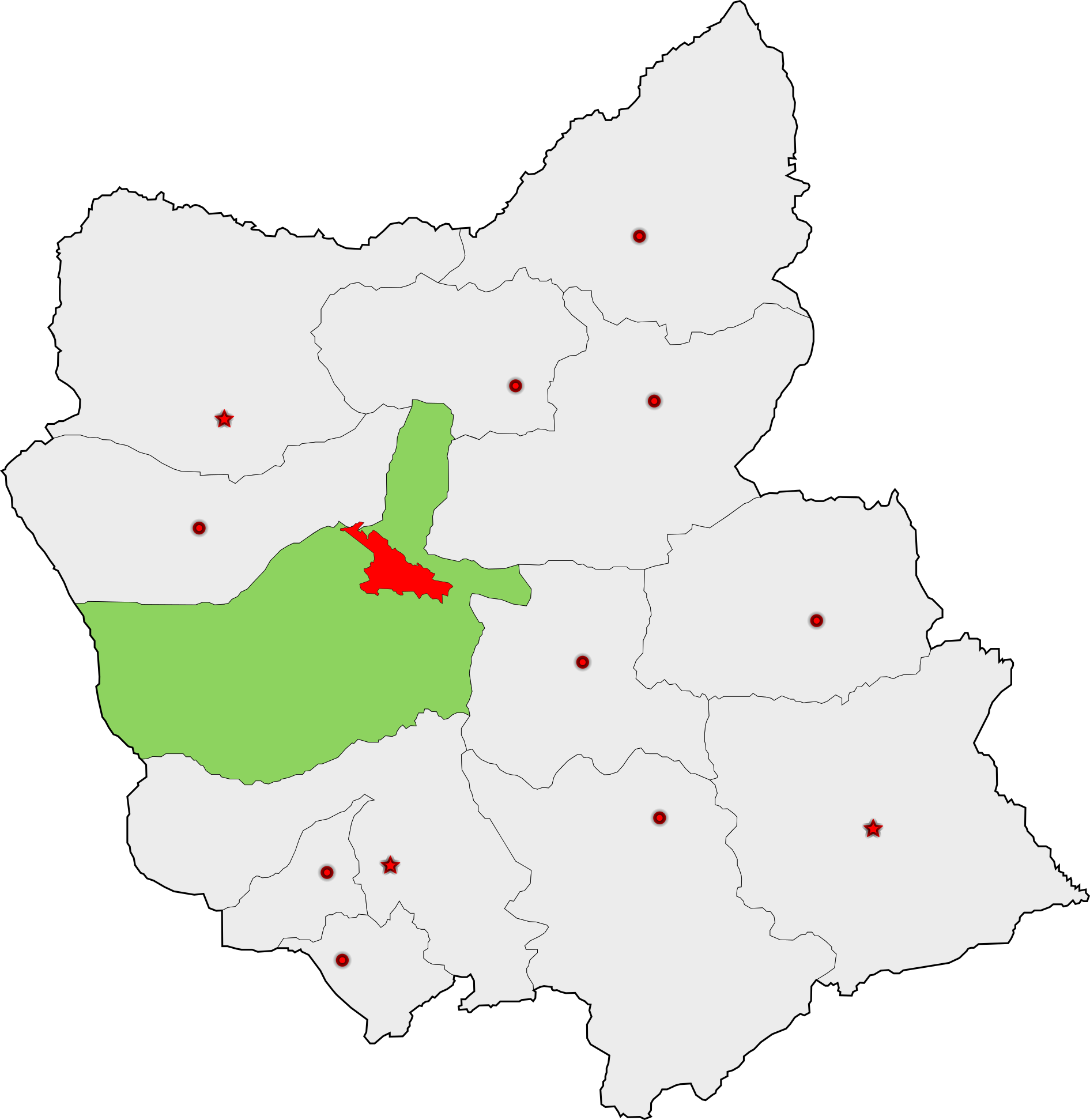
La circoscrizione di Tabriz, Osku e Azarshahr, all'interno dell'Azerbaigian Orientale

## Elezioni

### Elezioni parlamentari in Iran del 2016

#### Primo turno
| Elezioni parlamentari in Iran del 2016 | Elezioni parlamentari in Iran del 2016 | Elezioni parlamentari in Iran del 2016 | Elezioni parlamentari in Iran del 2016 | Elezioni parlamentari in Iran del 2016 | Elezioni parlamentari in Iran del 2016 | Elezioni parlamentari in Iran del 2016 | Elezioni parlamentari in Iran del 2016 | Elezioni parlamentari in Iran del 2016 | Elezioni parlamentari in Iran del 2016 | Elezioni parlamentari in Iran del 2016 | Elezioni parlamentari in Iran del 2016 | Elezioni parlamentari in Iran del 2016 |
| #                                      | Candidato                              | Affiliazione                           | Affiliazione                           | Lista(e)                               | Lista(e)                               | Lista(e)                               | Lista(e)                               | Lista(e)                               | Lista(e)                               | Voti                                   | %                                      | Note                                   |
| #                                      | Candidato                              | Affiliazione                           | Affiliazione                           | CPR                                    | VP                                     | PMS                                    | FPS                                    | GCP                                    | ACM                                    | Voti                                   | %                                      | Note                                   |
| -------------------------------------- | -------------------------------------- | -------------------------------------- | -------------------------------------- | -------------------------------------- | -------------------------------------- | -------------------------------------- | -------------------------------------- | -------------------------------------- | -------------------------------------- | -------------------------------------- | -------------------------------------- | -------------------------------------- |
| 1                                      | Masoud Pezeshkian                      |                                        | Riformista                             | Sì                                     | Sì                                     | Sì                                     | Sì                                     |                                        |                                        | 261,605                                | 36.27                                  | Eletti                                 |
| 2                                      | Ahmad Alirezabeigi                     |                                        | Principalista                          |                                        |                                        |                                        |                                        | Sì                                     |                                        | 235,314                                | 32.63                                  | Eletti                                 |
| 3                                      | Mohammad Hossein Farhangi              |                                        | Principalista                          |                                        | Sì                                     |                                        |                                        | Sì                                     |                                        | 143,379                                | 19.88                                  | Accesso ai ballottaggi                 |
| 4                                      | Zahra Saei                             |                                        | Riformista                             | Sì                                     | Sì                                     | Sì                                     | Sì                                     |                                        |                                        | 114,384                                | 15.86                                  | Accesso ai ballottaggi                 |
| 5                                      | Alireza Monadi Sefidan                 |                                        | Principalista                          |                                        | Sì                                     | Sì                                     | Sì                                     |                                        |                                        | 113,748                                | 15.77                                  | Accesso ai ballottaggi                 |
| 6                                      | Mohammad Esmaeil Saeidi                |                                        | Principalista                          |                                        |                                        |                                        |                                        | Sì                                     | Sì                                     | 105,329                                | 14.60                                  | Accesso ai ballottaggi                 |
| 7                                      | Ali Asghar Al-Mousavi                  |                                        | Riformista                             | Sì                                     |                                        |                                        | Sì                                     |                                        |                                        | 102,255                                | 14.17                                  | Accesso ai ballottaggi                 |
| 8                                      | Mohammad Reza Mirtajodini (f)          |                                        | Principalista                          |                                        |                                        |                                        |                                        | Sì                                     |                                        | 98,562                                 | 13.66                                  | Accesso ai ballottaggi                 |
| 9                                      | Shahabaddin Bimegdar                   |                                        | Riformista                             | Sì                                     |                                        |                                        |                                        |                                        |                                        | 96,281                                 | 13.35                                  | Accesso ai ballottaggi                 |
| 10                                     | Abbas Abbaszadeh                       |                                        | Riformista                             | Sì                                     | Sì                                     |                                        | Sì                                     |                                        |                                        | 88,855                                 | 12.32                                  | Accesso ai ballottaggi                 |
| 11                                     | Alireza Novin                          |                                        | Principalista                          |                                        |                                        | Sì                                     |                                        |                                        |                                        | 86,310                                 | 11.96                                  | Sconfitti                              |
| 12                                     | Mohammad Reza Eslami                   |                                        | Riformista                             | Sì                                     |                                        |                                        |                                        |                                        |                                        | 84,328                                 | 11.69                                  | Sconfitti                              |
| 13                                     | Hadi Gharaseyyed Romiani               |                                        | Principalista                          |                                        | Sì                                     |                                        |                                        |                                        |                                        | 81,101                                 | 11.24                                  | Sconfitti                              |
| 14                                     | Ali Ajoudanzadeh                       |                                        | Principalista                          |                                        |                                        | Sì                                     |                                        |                                        | Sì                                     | 76,235                                 | 10.57                                  | Sconfitti                              |
| ...                                    | Altri 133 candidati                    | Altri 133 candidati                    | Altri 133 candidati                    | Altri 133 candidati                    | Altri 133 candidati                    | Altri 133 candidati                    | Altri 133 candidati                    | Altri 133 candidati                    | Altri 133 candidati                    | <60,000                                | <8.5                                   | Sconfitti                              |
| Voti bianchi o nulli                   | Voti bianchi o nulli                   | Voti bianchi o nulli                   | Voti bianchi o nulli                   | Voti bianchi o nulli                   | Voti bianchi o nulli                   | Voti bianchi o nulli                   | Voti bianchi o nulli                   | Voti bianchi o nulli                   | Voti bianchi o nulli                   | 38,919                                 | 5.12                                   |                                        |
| Voti totali                            | Voti totali                            | Voti totali                            | Voti totali                            | Voti totali                            | Voti totali                            | Voti totali                            | Voti totali                            | Voti totali                            | Voti totali                            | 760,052                                | 760,052                                |                                        |

#### Ballottaggio
| 1                 | Zahra Saei                    |                   | Riformista        | Coalizione Pervasiva dei Riformisti | 134,131 | 42.76   | Eletto                        |
| 2                 | Mohammad Hossein Farhangi (i) |                   | Principalista     | Grande Coalizione Principalista     | 116,738 | 37.22   | Eletto                        |
| 3                 | Shahabaddin Bimegdar          |                   | Riformista        | Coalizione Pervasiva dei Riformisti | 112,345 | 35.81   | Eletto                        |
| 4                 | Alireza Monadi Sefidan (i)    |                   | Principalista     | Voce del Popolo                     | 109,149 | 34.80   | Sconfitto dopo il riconteggio |
| 4                 | Mohammad Esmaeil Saeidi (i)   |                   | Principalista     | Grande Coalizione Principalista     | 109,042 | 34.76   | Eletto dopo il riconteggio    |
| 6                 | Ali Asghar Al-Mousavi         |                   | Riformista        | Coalizione Pervasiva dei Riformisti | 107,598 | 34.30   | Sconfitti                     |
| 7                 | Abbas Abbaszadeh              |                   | Riformista        | Coalizione Pervasiva dei Riformisti | 105,346 | 33.58   | Sconfitti                     |
| 8                 | Mohammad Reza Mirtajodini     |                   | Principalista     | Grande Coalizione Principalista     | 100,797 | 32.13   | Sconfitti                     |
| Total Valid Votes | Total Valid Votes             | Total Valid Votes | Total Valid Votes | Total Valid Votes                   | 313,643 | 313,643 |                               |